# Григорович Юрій Миколайович
Григорович Юрій Миколайович (2 січня 1927, Ленінград — 19 травня 2025) — радянський та російський артист балету, балетмейстер, Народний артист СРСР (1973), професор (1973), Герой Соціалістичної Праці (1986), Лауреат Державної премії СРСР (1985). Від 1996 року керував Краснодарським театром балету.

## Життєпис
Народився у сім'ї службовця Миколи Євгеновича Григоровича і Клавдії Альфредівни Григорович. Закінчив Ленінградське хореографічне училище, займався у Бориса Шаврова та Олексія Писарєва.
Складати танці почав ще в юнацькому віці в балетній студії Ленінградського Будинку культури ім. Горького. Ставив спектаклі в різних колективах, танці в операх, у драмтеатрі. По закінченню училища у 1946 році був прийнятий до трупи Державного академічного театру опери та балету ім. Сергія Кірова солістом та пропрацював у театрі 18 років до 1961-го.

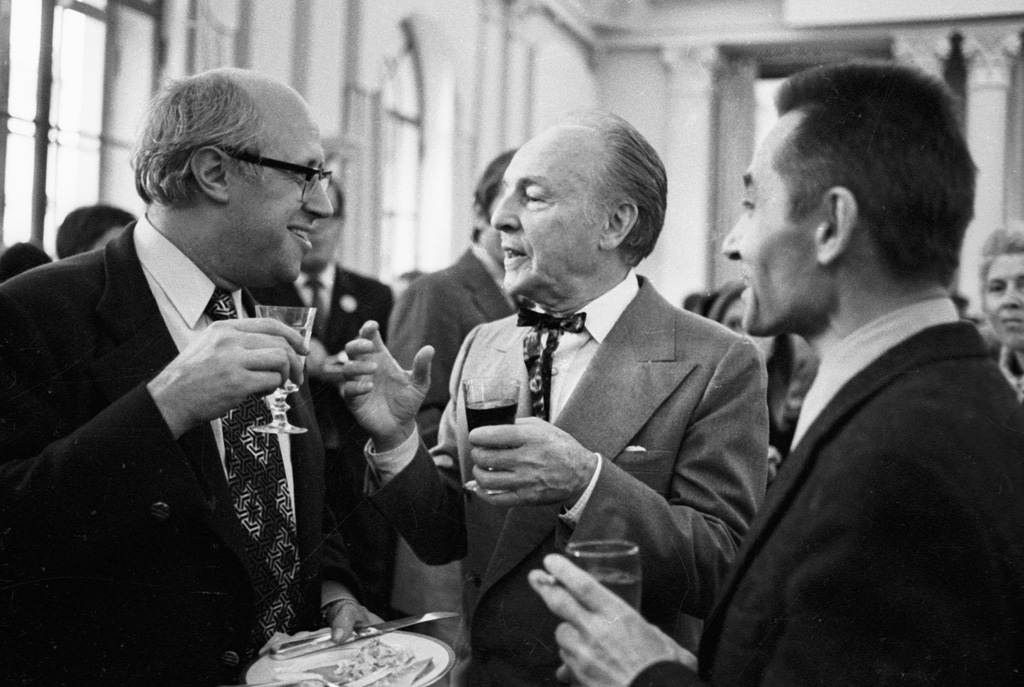
Мстислав Ростропович, Джордж Баланчин та Юрій Григорович, фото 1972 року

В Кіровському театрі отримав першу велику постановку танців в опері «Садко». Від 1961 до 1964 — балетмейстер у Театрі ім. Кірова. 1957 — «Кам'яна квітка» (Сергій Прокоф'єв). 1961 — «Легенда про любов» (Аріф Меліков).
У 1964-1995 роках — головний балетмейстер Большого театру — час найвищого художнього розквіту трупи, завоювання світового визнання та авторитету. «Большой балет» здійснив близько ста тріумфальних міжнародних турне, закріпивши лідерство російської класичної школи балету.
Юрій Григорович — автор принципово нових балетних проектів у Римському Колізеї, Лондонському Королівський Альберт Холл, античних театрах Греції, на площі Сан-Марко у Венеції. Автор церемонії відкриття та закриття Олімпійських ігор 1980 (режисер-постановник — Туманов Йосип Михайлович та головний режисер спортивної частини сценаріїв Б. М. Петров).
Юрій Григорович — беззмінний керівник журі Міжнародного конкурсу артистів балету в Москві, Міжнародного конкурсу балету імені Сержа Лифаря в Києві, Міжнародного юнацького конкурсу класичного танцю «Фуате Артека», неодноразово очолював журі конкурсів у Болгарії (Варна), Фінляндії, США, Швейцарії, Японії.
Дружина Юрія Григоровича — Безсмертнова Наталія Ігорівна, балерина, Народна артистка СРСР, солістка Большого театру в Москві.

## Твори
- Ванслов В., Григорович Ю. Большой балет. — М.: Планета, 1981. — 272 с. — 20 000 экз.
- Григорович Ю. Об авторе этой книги // Ю. И. Слонимский. Семь балетных историй. — Л., 1967. — С. 256. — 10 000 экз.
- Григорович Ю. Дебют балерины/Правда.—1968.—1 февраля
- Григорович Ю. Фёдор Лопухов/Театр.—1968.—№ 7
- Григорович Ю. Служение балету // Советская культура: газета. — М., 1972. — № 16 декабря.
- Григорович Ю. Новые горизонты балетоведения/Театр.—1973.—№ 7
- Григорович Ю. Владимир Васильев/Советский артист.—1973.—12 октября
- Григорович Ю. Традиции и новаторство // Музыка и хореография современного балета. — Л.: Музыка, 1974. — С. 7—15. — 293 с. — 8675 экз.
- Григорович Ю. Наследовать и развивать/Советская культура.—1976.—26 мая
- Григорович Ю. Театр Вирсаладзе/Советский балет.—1982.—№ 4
- Григорович Ю. Мир яркий и праздничный/Искусство.—1984.—31 января

## Нагороди
- Герой Соціалістичної Праці (1986)
- Орден святого апостола Андрія Первозванного (26 січня 2017)[7]
- Орден «За заслуги перед Вітчизною» II ступеня (27 липня 2007) -за видатний внесок у розвиток вітчизняного і світового хореографічного мистецтва, багаторічну творчу діяльність[8]
- Орден «За заслуги перед Вітчизною» III ступеня (27 квітня 2002) -за видатний внесок у розвиток хореографічного мистецтва[9]
- Орден Леніна
- Медаль «Герой праці Кубані» (Краснодарський край)
- Орден Дружби (Казахстан)
- Ленінська премія
- Державна премія СРСР
- Народний артист СРСР